# WD 1145+017 b
WD 1145+017 b, aussi nommé EPIC 201563164.01, est une planète mineure extrasolaire confirmée, probablement rocheuse, en orbite autour de l'étoile naine blanche WD 1145+017. Elle a été découverte dans le cadre de la mission K2 du télescope spatial Kepler de la NASA. Elle se situe à environ 570 années-lumière (174 parsecs, soit près de 5,393 × 1015 kilomètres) de la Terre dans la constellation de la Vierge. L'objet a été trouvé par la méthode des transits. Cette planète mineure est notable car il s'agit de la première observation du transit d'un objet devant une naine blanche, ce qui fournit des indices de ses interactions possibles lorsque son étoile mère a atteint la fin de sa durée de vie comme géante rouge.

## Caractéristiques

### Masse, rayon et température
WD 1145+017 b est une sous-Terre, une exoplanète dont la masse et le rayon sont inférieurs à ceux de la Terre. Sa température de surface est probablement proche de 4 000 kelvins (3 730 °C) étant donné son extrême proximité avec son étoile. Son rayon est estimé à environ 15 % de celui de la Terre, soit autour de 1 000 kilomètres, environ le double de la taille de la planète naine Cérès dans le système solaire, qui a un rayon d'environ 490 kilomètres. La masse de cet objet est estimée à 0,000 667 8 masse terrestre — environ un mille-cinq-centième de la masse de notre planète.

### Étoile hôte
Cet objet est en orbite autour d'une étoile naine blanche de type DB. Cette étoile a terminé sa vie sur la séquence principale et va continuer à refroidir pendant des milliards d'années. Selon de récentes études, étant donné sa masse, l'étoile était probablement une étoile jaune blanc précoce de la séquence principale (type spectral F0) avant de devenir une géante rouge. L'étoile a une masse de l'ordre de 0,6 masse solaire et un rayon de 0,02 rayon solaire, soit 1,4 rayon terrestre. Elle a une température de 15 900 kelvins et son âge de refroidissement est de 175 millions d'années. En comparaison, le Soleil a 4,6 milliards d'années et une température de surface de 5 778 kelvins.
La magnitude apparente de l'étoile est 17. Par conséquent, elle est bien trop faible pour être visible à l'œil nu.

### Orbite
L'orbite de WD 1145+017 b autour de son étoile hôte a un rayon de 0,005 unité astronomique (en comparaison, Mercure et la Terre sont respectivement à 0,38 et 1 unité astronomique du Soleil), que la planète mineure parcourt en 0,187 5 jour (4,5 heures). C'est l'une des périodes de révolution les plus courtes connues à ce jour pour des objets de ce type, même si plusieurs exoplanètes sont connues pour avoir des périodes encore plus courtes.

## Vaporisation
WD 1145+047 b est actuellement en train d'être vaporisée par son étoile en raison de son extrême proximité avec elle. Les naines blanches font généralement la taille de la Terre et ont une masse environ deux fois plus faible que lorsqu'elles étaient sur la séquence principale. En raison de cela et de la température élevée du résidu stellaire, les minéraux rocheux à la surface de l'objet sont vaporisés et se retrouvent en orbite autour de l'étoile où ils forment un disque poussiéreux, qui a été observé. Il est probable que WD 1145+017 b se désintégrera à l'avenir (dans 100 à 200 millions d'années) du fait de la vaporisation et de l'ablation. Cette planète mineure est susceptible d'être bombardée par plusieurs petits objets mesurant jusqu'à 90 km (56 mi), puisque ce n'est probablement pas le seul objet qui orbite autour de l'étoile naine blanche mais certainement plusieurs planétésimaux, ce qui est probablement la cause de certaines des variations des données de la courbe de lumière. Les petits objets peuvent également expulser des débris en orbite lors d'impacts qui peuvent également être responsables de variations.
D'une certaine manière, ces objets aident à comprendre comment les systèmes planétaires évoluent après que leur étoile hôte a expulsé ses couches externes sous forme de nébuleuse planétaire et qu'elle finit par mourir en devenant une naine noire. La même chose pourrait se produire dans le futur lointain du système solaire. 

## Découverte
Cet objet a été découvert lors de la mission K2 : seconde lumière du télescope spatial Kepler. Les observations ont eu lieu sur une période d'environ un mois, à partir d'avril 2015, à l'aide du télescope de 1,2 mètre à l'Observatoire Fred L. Whipple et un autre télescope situé au Chili. L'étoile naine blanche n'était initialement pas une cible de la mission, mais les données révélèrent toutefois qu'il y avait des creux dans la courbe de lumière de cette étoile et la recherche se mit en marche afin de déterminer la cause de ces baisses de luminosité, de la même façon que pour les étoiles ciblées par la mission K2. Deux passages (transits) ont été détectés le 11 avril sur une période de 4 heures et, de nouveau, le 17 avril, mais ce dernier était déphasé de 180° (probablement à cause de l'inclinaison) par rapport à ceux du 11 avril. Les spectres de WD 1145+047 furent étudiés et révélèrent que l'étoile contient du magnésium, de l'aluminium, du silicium, du calcium, du fer et du nickel. Le temps de stabilisation de ces éléments est beaucoup plus court que l'âge de refroidissement de la naine blanche (175 millions d'années), donc ces matériaux ont dû être déposés à une époque relativement récente, il y a peut-être seulement 1 ou 2 millions d'années. Il a été suggéré que c'était la preuve de la désintégration d'une planète mineure rocheuse autour de WD 1145+047 avec une faible masse de 0,0006678 M⊕, comparable à la masse de certains des grands astéroïdes dans le système solaire.
La découverte a été ensuite publiée dans la revue en ligne Nature le 22 octobre 2015.